# Fontenay-sur-Mer

Fontenay-sur-Mer este o comună în departamentul Manche, Franța. În 1 ianuarie 2022 avea o populație de 164 de locuitori.